# Hannut
Hannut es una comuna de la región de Valonia, en la provincia de Lieja, Bélgica. A 1 de enero de 2019 tenía una población estimada de 16 571 habitantes.

## Geografía
Se encuentra ubicada al sureste del país en la región natural de Hesbaye.

### Secciones del municipio
El municipio comprende los antiguos municipios, que se fusionaron en 1977:
| - Hannut - Abolens - Avernas-le-Bauduin - Avin - Bertrée - Blehen - Cras-Avernas - Crehen - Grand-Hallet - Lens-Saint-Rémy - Merdorp - Moxhe - Petit-Hallet - Poucet - Thisnes - Trognée - Villers-le-Peuplier - Wansin |

## Demografía

### Evolución
Todos los datos históricos relativos al actual municipio, el siguiente gráfico refleja su evolución demográfica, incluyendo municipios después de efectuada la fusión el 1 de enero de 1977.
| Gráfica de evolución demográfica de Hannut entre 1846 y 2019 |
|                                                              |